# Neuromyélite optique
 Mise en garde médicale
La neuromyélite optique, aussi connue comme la « maladie de Devic », la « sclérose optique-spinale », la « leuconévraxite amaurotique » ou la « neuropticomyélite », est un syndrome associant une atteinte du nerf optique et de la moelle épinière. 

## Description
La neuromyélite optique est une maladie auto-immune longtemps confondue avec une forme particulière de sclérose en plaques : on la sait à présent être due à la présence d'auto-anticorps anti-aquaporine 4, ou 'anti-MOG.
Ce syndrome associe une névrite optique aiguë et une myélite aiguë transverse.
La neuromyélite optique a été découverte par Eugène Devic. Cette éponymie a été proposée en 1907 par Acchiote après que Fernand Gault a consacré sa thèse à ce sujet en 1894.